# Henry Kingi
Pour les articles homonymes, voir Kingi.
Henry Kingi est un acteur et cascadeur américain d'origine indienne Cherokee, né à Los Angeles le 2 décembre 1943.
Il a joué notamment dans la comédie Car Wash (1976) aux côtés de Richard Pryor et de Bill Duke où il incarnait le rôle de Goodie, l'indien au chapeau en forme de souris. Il a également joué dans New York ne répond plus (1975), le premier film post-apocalyptique, aux côtés de Yul Brynner et de Max von Sydow.
Son couple a été brisé au début des années 1980 par les frasques de l'actrice Joan Collins qui l'a séduit avant de le jeter dès la séparation d'avec sa femme effective.
Henry Kingi poursuit une brillante carrière de cascadeur et est membre actif du syndicat des cascadeurs de couleur d'Hollywood.

## Filmographie
- 1975 : New York ne répond plus : Le lieutenant du Rouquin
- 1976 : Car Wash : Goody, l'indien au chapeau en forme de souris
- 1980 : Faut s'faire la malle : Ramon
- 1990 : Predator 2 : Un membre des Scorpion
- 1992 : MacGyver (saison 7, épisode 12 "Envoyé spécial") : Po
- 1992 : Batman : Le Défi : Un agresseur dans la ruelle
- 1998 : Vampires de John Carpenter : Anthony